# Operațiunea Lady Marlene
Operațiunea Lady Marlene (în franceză: Opération Lady Marlène) este un film francez regizat de Robert Lamoureux în 1974. Filmul a fost lansat la 6 august 1975.

## Rezumat
Paris, 1941, sub Ocupație. Clovis este o persoană nesăbuită și exaltată care nu ezită să-și etaleze patriotismul și să lovească colaboratorii pe stradă. Dorind să se refugieze la fostul său comandant, se întâlnește cu Paulo, un escroc de pe piața neagră care fură conserve din apartamente în timpul alertelor de bombardamente, când ocupanții lor sunt în adăposturi. Comandantul este un luptător al Rezistenței sub ordinele unui general nebun care se angajează să fugă în Anglia cu un balon cu aer cald. Generalul va încredința oamenilor săi misiunea de a fura planurile privind debarcarea planificată de germani în Anglia, debarcare cunoscută sub numele de Operațiunea Lady Marlene.  Clovis se ocupă de această misiune, dar lucrurile nu merg așa cum a fost planificat...

## Fișă tehnică
- Titlu : Operațiunea Lady Marlene (Opération Lady Marlène)
- Regizor : Robert Lamoureux
- Scenariu : Robert Lamoureux
- Muzică : Henry Bourtayre
- Dir. imagine : Marcel Grignon
- Montaj : Gerard Pollicand
- Companie de productie : Promocinema și TIT Filmproduktion
- Distributie : AMLF (Franța)
- Țară : Franța  și RFG
- Gen : Comedie, război
- Durată : 84 de minute
- Premiera :
  -  Franța 6 august 1975

## Distribuție
- Michael Serrault : Paolo
- Bernard Menez : Clovis
- Robert Lamoureux : generalul
- Piatra Tornada : Comandantul Moulinot
- Sybil Danning : Georgette
- Paul Mercy : Fermierul
- Eddi Arent : Simson
- Eva Astor : Anita
- André Badin : le second de l'implacable
- Jacques Balutin : Căpitanul Dubois
- Alain Doutey : englezul de la radio
- Jacques Bezard : un ofițer german
- Guy Grosso : brigadierul
- Jacques Marin : proprietar al bistroului
- Corinne Lahaye : soția proprietarului de bistro
- Mary Marquet : centenarul
- Michael Modo : Samsonnet
- Jan Niklas : Kramer
- Albert Augier : Comisar
- Chantal Nobel : Madam de Parcy
- Patrick Prejean : Louis
- Maurice Risch : soldatul german care se prinde în ușile de la metrou
- Marcel Gassouk : un bărbat în metrou
- Jackie Sardou : îngrijitorul lui Kramer
- Albert Michel : îngrijitor (le concierge)
- Robert Rollis : Dutaillis
- Yves Barsacq : Dubuisson
- Jean Pierre Zola : Kurt
- Bernard Musson : conductorul metroului
- Jacques David : maistrul de la firma de gaze